# Szermierka na Letniej Uniwersjadzie 2013
Szermierka na Letniej Uniwersjadzie 2013 została rozegrana w dniach 6–12 lipca 2013. Do rozdania było 12 kompletów medali. Zawodnicy rywalizowali na obiekcie Kazan Equestrian Complex Indoor Hall Fencing Sport School.

## Medaliści

### Mężczyźni
| Konkurencja:  | Złoto:                                                                             | Srebro:                                                                             | Brąz:                                                                          |
| Floret        |                                                                                    |                                                                                     |                                                                                |
| Indywidualnie | Aleksiej Czeriemisinow                                                             | Son Young-ki                                                                        | Edoardo Luperi Daniele Garozzo                                                 |
| Drużynowo     | Rosja Artur Achmatchuzin Aleksiej Czeriemisinow Rienal Ganiejew Aleksiej Chowanski | Włochy Tobia Biondo Alessio Foconi Daniele Garozzo Edoardo Luperi                   | Francja Benoît Journet Enzo Lefort Vincent Simon Jean-Paul Tony Helissey       |
| Szabla        |                                                                                    |                                                                                     |                                                                                |
| Indywidualnie | Kamil Ibragimow                                                                    | Luigi Angelo Miracco                                                                | Massimiliano Murolo Wieniamin Rieszetnikow                                     |
| Drużynowo     | Rosja Kamil Ibragimow Nikołaj Kowalow Nikita Proskura Wieniamin Rieszetnikow       | Włochy Francesco Darmiento Luigi Angelo Miracco Massimiliano Murolo Riccardo Nuccio | Francja Fabien Ballorca Tristan Laurence Romain Miramon Choy Arthur Zatko      |
| Szpada        |                                                                                    |                                                                                     |                                                                                |
| Indywidualnie | Dong Chao                                                                          | Rusłan Kurbanow                                                                     | Max Heinzer Tristan Tulen                                                      |
| Drużynowo     | Francja Alexandre Blaszyck Yannick Borel Alex Fava Daniel Jérent                   | Chiny Chen Yadong Dong Chao Jiang Chenyang Li Hua                                   | Kazachstan Dmitrij Aleksanin Jelmіr Alіmżanow Dmitrij Griaznow Rusłan Kurbanow |

### Kobiety
| Konkurencja:  | Złoto:                                                                         | Srebro:                                                                             | Brąz:                                                                            |
| Floret        |                                                                                |                                                                                     |                                                                                  |
| Indywidualnie | Inna Dierigłazowa                                                              | Łarisa Korobiejnikowa                                                               | Alice Volpi Diana Jakowlewa                                                      |
| Drużynowo     | Rosja Julija Biriukowa Inna Dierigłazowa Łarisa Korobiejnikowa Diana Jakowlewa | Włochy Valentina de Costanzo Francesca Palumbo Alice Volpi Martina Batini           | Polska Marta Łyczbińska Monika Paliszewska Emilia Rygielska Martyna Synoradzka   |
| Szabla        |                                                                                |                                                                                     |                                                                                  |
| Indywidualnie | Olha Charłan                                                                   | Kim Ji-yeon                                                                         | Jekatierina Djaczenko Hałyna Pundyk                                              |
| Drużynowo     | Korea Południowa Kim Ji-yeon Lee Ra-jin Lee Woo-ree                            | Włochy Benedetta Baldini Martina Petraglia Lucrezia Sinigaglia Loreta Maria Gulotta | Rosja Jekatierina Djaczenko Jana Jegorian Dina Galiakbarowa Julija Gawriłowa     |
| Szpada        |                                                                                |                                                                                     |                                                                                  |
| Indywidualnie | Shin A-lam                                                                     | Sun Yiwen                                                                           | Marie-Florence Candassamy Simona Pop                                             |
| Drużynowo     | Francja Marie-Florence Candassamy Joséphine Coquin Auriane Mallo Lauren Rembi  | Korea Południowa Choi Eun-sook Choi In-jeong Shin A-lam                             | Ukraina Anastasija Iwczenko Ołena Krywyćka Ksenija Pantelejewa Anfisa Poczkałowa |

### Klasyfikacja medalowa
| Klasyfikacja medalowa | Klasyfikacja medalowa | Klasyfikacja medalowa | Klasyfikacja medalowa | Klasyfikacja medalowa | Klasyfikacja medalowa |
| Miejsce               | Reprezentacja         | Złoto                 | Srebro                | Brąz                  | Razem                 |
| --------------------- | --------------------- | --------------------- | --------------------- | --------------------- | --------------------- |
| 1                     | Rosja                 | 6                     | 1                     | 4                     | 11                    |
| 2                     | Korea Południowa      | 2                     | 3                     | 0                     | 5                     |
| 3                     | Francja               | 2                     | 0                     | 3                     | 5                     |
| 4                     | Chiny                 | 1                     | 2                     | 0                     | 3                     |
| 5                     | Ukraina               | 1                     | 0                     | 2                     | 3                     |
| 6                     | Włochy                | 0                     | 5                     | 4                     | 9                     |
| 7                     | Kazachstan            | 0                     | 1                     | 1                     | 2                     |
| 8                     | Holandia              | 0                     | 0                     | 1                     | 1                     |
| 8                     | Polska                | 0                     | 0                     | 1                     | 1                     |
| 8                     | Rumunia               | 0                     | 0                     | 1                     | 1                     |
| 8                     | Szwajcaria            | 0                     | 0                     | 1                     | 1                     |
| Razem                 | Razem                 | 12                    | 12                    | 18                    | 42                    |